# Rose Abondo Ngono Mballa
Rose Abondo Ngono Mballa, née Ngono Mballa, est une scientifique et haute fonctionnaire camerounaise.

## Biographie

### Études
Rose Ngono Mballa obtient à l'université Aix-Marseille II, en 1988, un doctorat de pharmacie. Sa thèse est intitulée L'érythropoïétine humaine recombinée (RHUEPO) dans la correction de l'anémie chez l'insuffisant rénal chronique et son impact sur les paramètres de la dialyse. Par la suite, elle s'inscrit à la Faculté de médecine et des sciences biomédicales de l'université de Yaoundé I, où elle obtient un doctorat en biochimie en 1993,.

### Vie publique
Rose Ngono Mballa assure les fonctions de directrice générale du Laboratoire national du contrôle de qualité des médicaments et d'expertise (Lanacome) depuis 2015,. Avant d'être nommée à ce poste, elle a gravi plusieurs échelons de la haute administration au sein de la fonction publique camerounaise en étant directrice de la pharmacie et du médicament au ministère de la Santé publique de 1995 à 1998, conseillère temporaire pour l'Organisation mondiale de la Santé en Afrique de 1999 à 2001, fonctionnaire technique au bureau pays de l’OMS de 2002 à 2011 et inspectrice de santé publique de 2013 à 2015.
En 2016, le laboratoire qu'elle dirige organise à Yaoundé la première édition d'un forum dédié à la qualité des médicaments. En 2020, elle lutte au sein du Lanacome contre des versions contrefaites de la chloroquine qui ne contiennent pas de principe actif.

### Récompenses et distinctions
En 2016 et 2017, Rose Ngono Mballa remporte deux fois d'affilée le Prix de l’Excellence du leadership féminin en Santé au Cameroun.
En 2018, elle est lauréate du prix de de la pharmacienne francophone décerné par l'Académie nationale de pharmacie en France. Deuxième chercheuse camerounaise à se voir décerner ce prix (après le Dr Emilienne Pola Yissibi en 2012), elle le reçoit à l'université Paris-Descartes, le 26 décembre 2018.
En 2019, elle est deuxième du top 10 du Prix du leadership féminin en santé.
Elle fait partie des « 80 femmes influentes du Cameroun » en 2021, selon une recension établie par l'universitaire experte en gouvernance publique, Viviane Ondoua Biwolé.

## Publications
- Rose Ngono Mballa, Géraldine Nkuete et Denis Wouessidjewe, Causes de la sous-notification en Pharmacovigilance au Cameroun, Paris, Éditions universitaires européennes, 2018, 88 p. (ISBN 6202275022, présentation en ligne)
- Rose Abondo Ngono Mballa, Usage rationnel des médicaments de 5 formations sanitaires de Yaoundé, Paris, Edition universitaire européennes, 2018, 88 p. (ISBN 9783841662750, présentation en ligne)